# بریستول (مین)
بریستول (به انگلیسی: Bristol) یک منطقهٔ مسکونی در ایالات متحده آمریکا است که در شهرستان لینکلن، مین واقع شده‌است. بریستول ۲۰۲٫۶۱ کیلومتر مربع مساحت و ۲٬۸۳۴ نفر جمعیت دارد و ۳۷ متر بالاتر از سطح دریا واقع شده‌است.